# جوئل کامارگو
جوئل کامارگو مدافع اهل برزیل است که در شهر سانتوس و در تاریخ ۱۸ سپتامبر ۱۹۴۶ به دنیا آمده‌است.
جوئل کامارگو در تیم‌های فوتبال Portuguesa سابقهٔ حضور دارد.